# Дгебуадзе, Владимир
Владимир Дгебуадзе (груз. ვლადიმერ დგებუაძე; род. 2 февраля 1970, Сухуми) — советский и грузинский дзюдоист, представитель лёгкой весовой категории. Выступал за сборные СССР и Грузии по дзюдо в период 1989—1996 годов, чемпион Европы, бронзовый призёр чемпионата мира, победитель и призёр многих турниров международного значения, участник летних Олимпийских игр в Афинах.

## Биография
Владимир Дгебуадзе родился 2 октября 1972 года в городе Сухуми Абхазской АССР. Первый тренер Авидзба Виталий Александрович
Первого серьёзного успеха в дзюдо добился в 1989 году, выиграв серебряную медаль в лёгкой весовой категории на чемпионате СССР в Минске — в финальном решающем поединке уступил Георгию Тенадзе из Тбилиси. Попав в состав советской национальной сборной, одержал победу на этапе Кубка мира в Тбилиси, был лучшим на международных турнирах в Италии и Нидерландах, победил на командном чемпионате Европы в Вене и на юниорском чемпионате Европы в Афинах.
В 1990 году стал чемпионом мира среди юниоров, получил бронзу на Играх доброй воли в Сиэтле, отметился победой на международном турнире в Париже, выиграл бронзовую медаль на Кубке Дзигоро Кано в Токио.
На чемпионате СССР 1991 года в Минске вновь выиграл серебряную медаль в лёгком весе, побывал на чемпионате мира в Барселоне, откуда привёз награду бронзового достоинства — проиграл здесь только один поединок, в полуфинале уступил испанцу Хоакину Руису. Был удостоен звания «Мастер спорта СССР международного класса».
В 1992 году стал бронзовым призёром на первом и единственном в своём роде чемпионате СНГ в Рязани.
После распада Советского Союза Владимир Дгебуадзе продолжил принимать участие в крупнейших международных соревнованиях в составе сборной Грузии. Так, в 1993 году он выиграл серебряные медали на международных турнирах в Италии, одолел всех оппонентов на чемпионате Европы в Афинах. При этом на мировом первенстве в Гамильтоне попасть в число призёров не смог, уже в 1/32 финала был побеждён бразильцем Рожерио Сампайо.
В 1994 году отметился победой на международном турнире в Сассари.
В 1996 году стал бронзовым призёром этапов Кубка мира в Будапеште и Праге, победил на международном турнире в Нидерландах, выступил на чемпионате Европы в Гааге. Благодаря череде удачных выступлений удостоился права защищать честь страны на летних Олимпийских играх в Атланте — в категории до 71 кг благополучно прошёл первых двоих соперников по турнирной сетке, но затем в четвертьфинальной схватке его победил монгол Халиуны Болдбаатар. В утешительном турнире за третье место тоже успеха не добился, проиграв американцу Джимми Педро. На этом поражении принял решение завершить спортивную карьеру.